# 宮崎乾司
宮崎 乾司（みやざき けんじ、1978年8月7日 - ）は、地方競馬の大井競馬場・小林牧場分厩舎太田進厩舎所属の元騎手。騎手時代の勝負服の柄は胴黄・紫ダイヤモンド、袖紫。東京都出身。

## 来歴
1999年8月7日付けで地方競馬騎手免許を取得。同年10月8日大井競馬第4競走C3四組条件戦2番人気ホッカイミュラーで初騎乗（12頭立て4着）。翌2000年11月15日大井競馬第8競走C1九組十組選抜戦を9番人気キンシャイで優勝し、初勝利。
2005年4月28日付けで引退、厩務員に転身した。
地方通算成績は250戦6勝・2着9回・3着11回・勝率2.4%・連対率6.0%